# Luka Bloom
Luka Bloom, pseudonimo di Kevin Barry Moore (Newbridge, 23 maggio 1955), è un cantautore irlandese.
Anche il fratello Christy Moore è un cantante e musicista.

## Discografia
- Treaty Stone (1978, come Barry Moore)
- In Groningen (1980, come Barry Moore, con Eamon Murray)
- No Heroes (1982, come Barry Moore)
- Luka Bloom (1988)
- Riverside (1990)
- The Acoustic Motorbike (1992)
- Turf (1994)
- Salty Heaven (1998)
- Keeper of the Flame (2000)
- The Barry Moore Years (2001, compilation)
- Between the Mountain and the Moon (2001)
- Amsterdam (2003, live)
- Before Sleep Comes (2004)
- Innocence (2005)
- Tribe (2007)
- The Platinum Collection (2007, compilation)
- The Man Is Alive (2008, CD/DVDs)
- Eleven Songs (2008)
- Dreams in America (2010)
- This New Morning (2012)
- Head & Heart (2014)
- Frugalisto (2016)
- Refuge (2017)
- Breathe (2018, Meditation con Trea Heapes)
- Sometimes I Fly - Live in Bremen 2001 (2018)
- Live at De Roma (2020)